# Árpád Tóth
Árpád Tóth (n. 14 aprilie 1886, Arad, Austro-Ungaria – d. 7 noiembrie 1928, Budapesta, Regatul Ungariei) a fost un scriitor maghiar.